# Cadel Evans

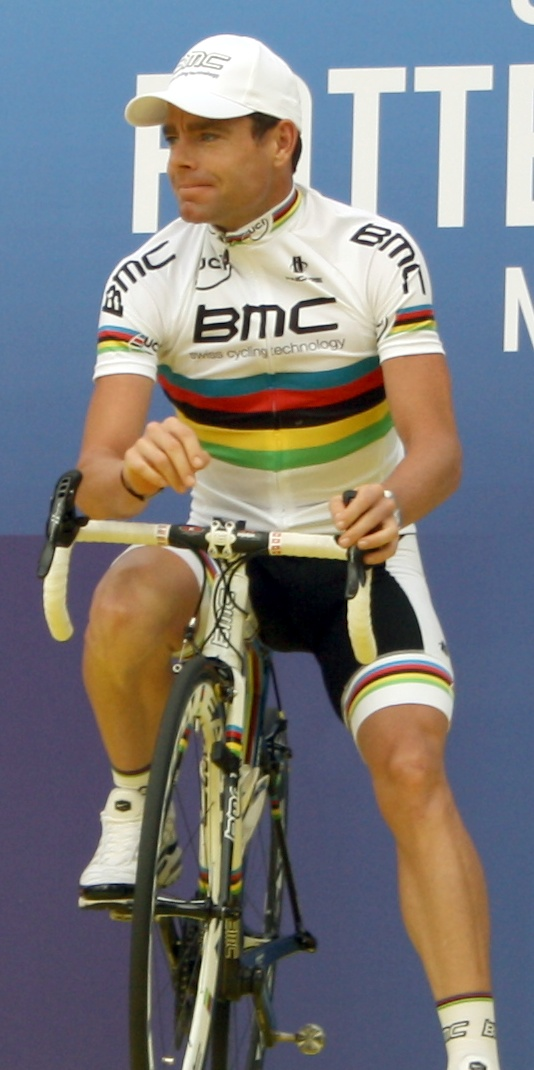
Cadel Evans 2010.

Cadel Lee Evans, född 14 februari 1977 i Katherine, Northern Territory, är en australisk professionell tävlingscyklist. Han vann Världsmästerskapens linjelopp 2010 samt Tour de France 2011.

## Början
Cadel Evans tävlade tidigare i mountainbike där han vann världscupen 1998 och 1999 med Volvo-Cannondale MTB Team. Han slutade också sjua i mountainbike-disciplinen under Sommar-OS 2000 i Sydney.
När han var 17 år deltog han i sin första världscuptävling i mountainbike och slutade femma i loppet. 

## Landsväg
Evans övergick till landsvägscykling 2001. Under sitt första år tävlade han för det italienska stallet Saeco, men gick året därpå över till det stjärnspäckade stallet Mapei. Mellan 2003 och 2004 tävlade Cadel Evans för det tyska stallet Team Telekom. Sedan 2005 tävlar han för det belgiska UCI ProTour-stallet Silence-Lotto, tidigare kallat Davitamon-Lotto och Predictor-Lotto.
Cadel Evans slutade åtta i Tour de France 2005 och blev därmed den första australiensaren att sluta topp 10 i tävlingen sedan Phil Anderson 1985. Han förbättrade sitt resultat i Tour de France 2006 genom att sluta fyra, efter det att vinnaren Floyd Landis diskvalificerats. Samma år vann han också Romandiet runt genom att köra fortare än spanjorerna Alberto Contador och Alejandro Valverde på den sista etappen, ett drygt 20 kilometer långt tempolopp runt Lausanne.
Evans tog hem slutsegern i UCI ProTour 2007 efter att italienaren och den tidigare ledaren Danilo Di Luca strukits från ProTour-rankingen. Under säsongen 2007 hade australiensaren bland annat slutat tvåa i Tour de France efter Alberto Contador. Han hade också slutat tvåa i Critérium du Dauphiné Libéré och fyra i Vuelta a España.
ProTour-segraren från 2007 vann i februari 2008 den andra etappen av Vuelta a Andalucía (Ruta Ciclista del Sol) uppför bergstoppen La Zubia. Han vann den fjärde etappen uppför Mont Ventoux under Paris-Nice 2008 framför Robert Gesink.
Under säsongen 2008 vann Evans även den tredje etappen av Settimana Internazionale Coppi e Bartali 23 sekunder framför italienaren Stefano Garzelli. Evans övertog också tävlingens ledartröja från italienaren efter etappen och behöll den till slutet. Han vann tävlingen 17 sekunder framför Garzelli.
Cadel Evans bar den gula ledartröjan i Tour de France 2008 under fem etapper. I slutändan slutade australiensaren tvåa på tävlingen 58 sekunder efter spanjoren Carlos Sastre.

### 2009
I februari 2009 slutade Evans trea på etapp 3 av Vuelta a Andalucia bakom italienarna Davide Rebellin och Filippo Pozzato. I mars slutade han tvåa på etapp 3 av Settimana Internazionale Coppi e Bartali bakom Damiano Cunego. Två dagar senare vann Cadel Evans etapp 5 av tävlingen framför Cunego och Giovanni Visconti. I april slutade han tvåa på etapp 3 av Baskien runt bakom spanjoren Alberto Contador.
Evans vann etapp 1 av Critérium du Dauphiné Libéré framför Alberto Contador och Alejandro Valverde. På etapp 4, ett individuellt tempolopp, slutade han tvåa bakom världsmästaren i tempolopp, Bert Grabsch. Han återtog tävlingens ledartröja, som han även hade burit efter den första etappen, men dagen därpå tog spanjoren Alejandro Valverde över tröjan och spanjoren vann till slut tävlingen framför Cadel Evans och Alberto Contador. Cadel Evans vann dock poängtävlingen under Critérium du Dauphiné Libéré.
Tour de France 2009 gick inte som förväntat för favoriten Cadel Evans som slutade på 30:e plats. Han förlorade närmare 30 minuter på etapp 17 av tävlingen. Han hade också problem på etapp 16 och sade efteråt att han hade slutat satsa på slutställningen och i stället tänkte på Vuelta a Espana. Evans slutade på tredje plats på etapp 19 av Vuelta a España 2009. När tävlingen var över stod det klart att Cadel Evans hade slutat på tredje plats totalt bakom Alejandro Valverde och Samuel Sanchez.
I september 2009 blev Evans den förste australiske världsmästaren i landsvägscykling vid VM i Schweiz. Under sina sista tävlingar det året hjälpte han stallkamraten Philippe Gilbert att vinna flera tävlingar. Cadel Evans, som hade haft en ansträngd relation med Silence-Lotto under året, verkade vara gladare än på länge med sitt lag, men i oktober berättade han att han tänkte lämna laget och börja köra för det amerikanska stallet BMC Racing Team.

## Meriter
Tour de France
 Totalseger – 2011
2 etapper
Giro d'Italia
 Poängtävlingen – 2010
1 etapp
Romandiet runt – 2006
La Flèche Wallonne – 2010
Tirreno–Adriatico – 2011
 Världsmästerskapens linjelopp – 2009
UCI ProTour – 2007

### Resultat i Grand Tours
| Grand Tour      | 2002 | 2003 | 2004 | 2005 | 2006 | 2007 | 2008 | 2009 | 2010 | 2011 | 2012 | 2013 | 2014 |
| --------------- | ---- | ---- | ---- | ---- | ---- | ---- | ---- | ---- | ---- | ---- | ---- | ---- | ---- |
| Giro d'Italia   | 14   | -    | -    | -    | -    | -    | -    | -    | 5    | -    | -    | 3    | 8    |
| Tour de France  | -    | -    | -    | 8    | 4    | 2    | 2    | 30   | 26   | 1    | 7    | 39   | -    |
| Vuelta a España | -    | -    | 60   | -    | -    | 4    | -    | 3    | -    | -    | -    | -    | 52   |

## Stall
- DiamondBack International 1997
- Volvo-Cannondale 1998
- Saeco 2001
- Mapei 2002
- Team Telekom 2003–2004
- Silence-Lotto 2005–2009
- BMC Racing Team 2010–